# Euploea darchia
Euploea darchia är en fjärilsart som beskrevs av Mac Leay 1827. Euploea darchia ingår i släktet Euploea och familjen praktfjärilar. Inga underarter finns listade i Catalogue of Life.

## Bildgalleri

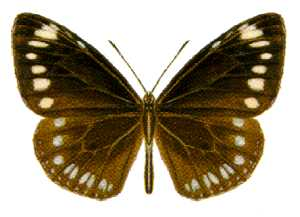
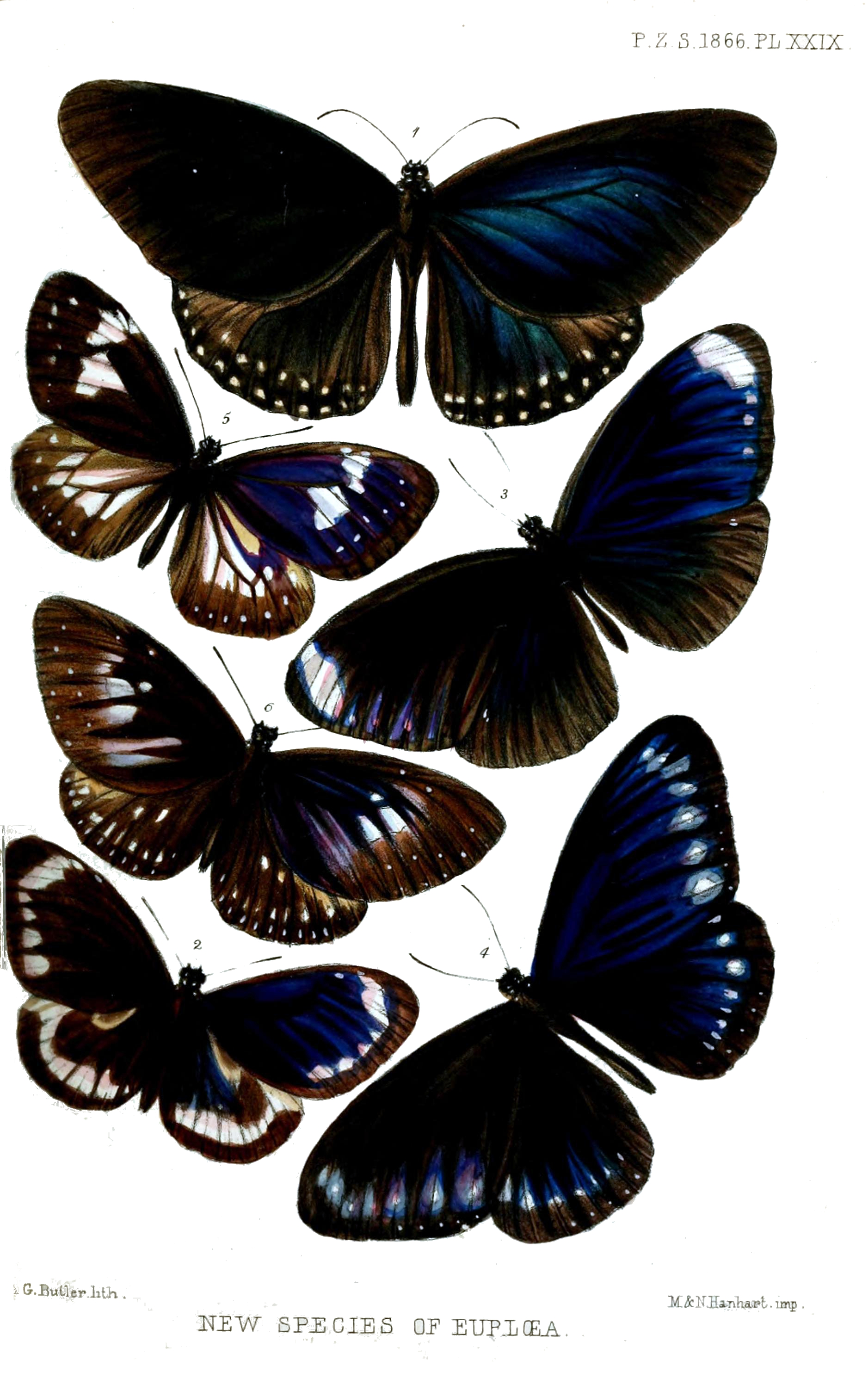
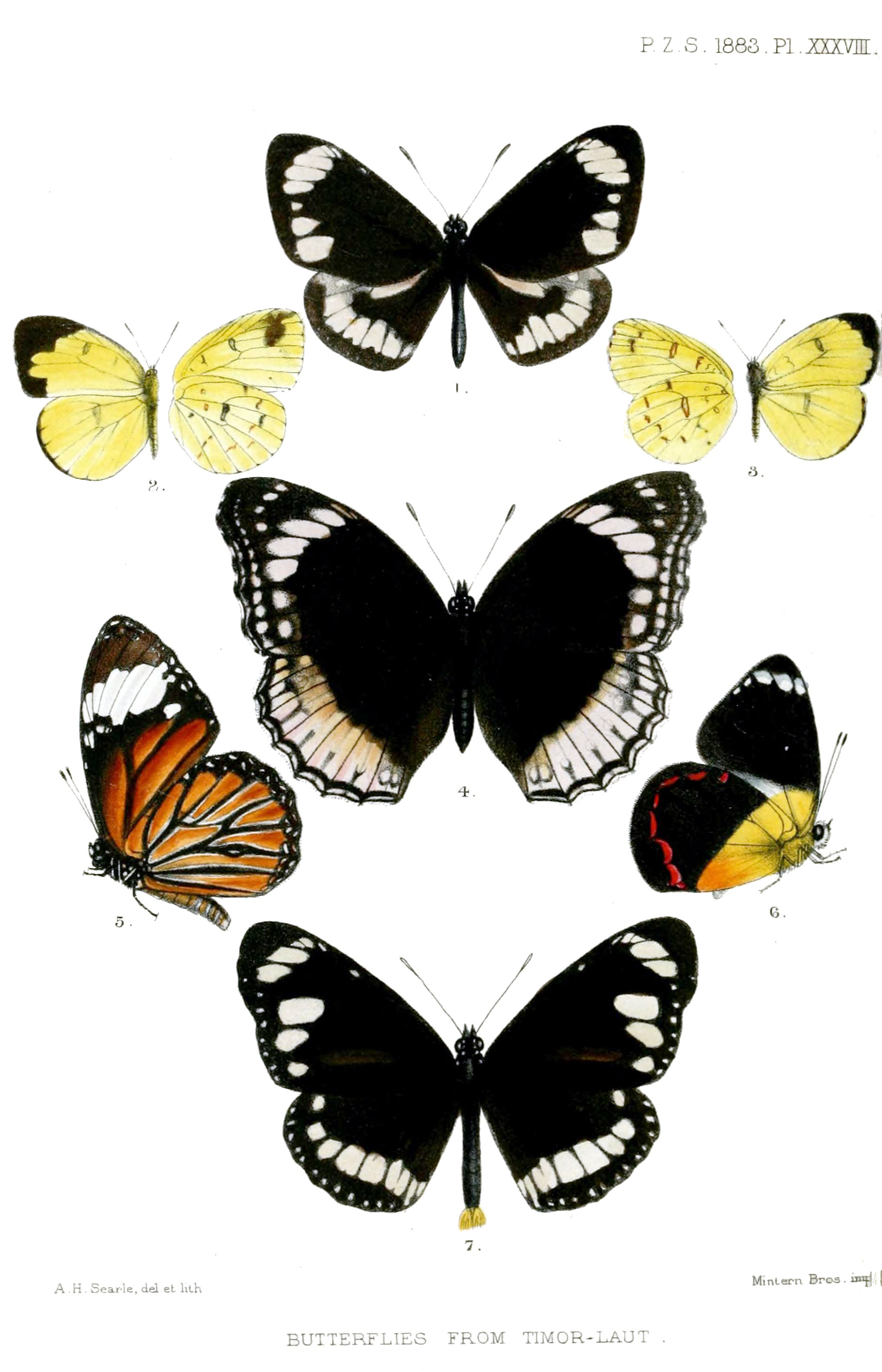